# Брейді (Вашингтон)
Брейді (англ. Brady) — переписна місцевість (CDP) в США, в окрузі Ґрейс-Гарбор штату Вашингтон. Населення — 692 особи (2020).

## Географія
Брейді розташоване за координатами 47°0′17″ пн. ш. 123°32′31″ зх. д. / 47.00472° пн. ш. 123.54194° зх. д. (47.004678, -123.542053).  За даними Бюро перепису населення США в 2010 році переписна місцевість мала площу 15,89 км², з яких 15,83 км² — суходіл та 0,06 км² — водойми.

## Демографія
Згідно з переписом 2010 року, у переписній місцевості мешкало 676 осіб у 265 домогосподарствах у складі 201 родини. Густота населення становила 43 особи/км².  Було 279 помешкань (18/км²).
Расовий склад населення:
| - 93,5 % — білих - 1,3 % — азіатів - 0,7 % — корінних американців - 0,4 % — чорних або афроамериканців - 0,3 % — вихідців з тихоокеанських островів - 2,1 % — осіб інших рас |

До двох чи більше рас належало 1,6 %. Частка іспаномовних становила 5,5 % від усіх жителів.
За віковим діапазоном населення розподілялося таким чином: 21,4 % — особи молодші 18 років, 63,4 % — особи у віці 18—64 років, 15,2 % — особи у віці 65 років та старші. Медіана віку мешканця становила 46,8 року. На 100 осіб жіночої статі у переписній місцевості припадало 114,6 чоловіків;  на 100 жінок у віці від 18 років та старших — 105,8 чоловіків також старших 18 років.
Середній дохід на одне домашнє господарство  становив 78 841 долар США (медіана — 65 926), а середній дохід на одну сім'ю — 107 541 долар (медіана — 73 792). За межею бідності перебувало 7,3 % осіб, у тому числі 0,0 % дітей у віці до 18 років та 0,0 % осіб у віці 65 років та старших.
Цивільне працевлаштоване населення становило 268 осіб. Основні галузі зайнятості: будівництво — 34,7 %, освіта, охорона здоров'я та соціальна допомога — 25,0 %, роздрібна торгівля — 17,5 %, виробництво — 16,0 %.